# 옌중현
옌중현(베트남어: Huyện Yên Dũng / 縣安勇)은 베트남 동북부 지방 박장성의 9개의 현 중 하나이다. 2003년을 기준으로 이 지역의 인구는 162,497명이다.  이 현의 면적은 213 km2이며, 현도는 냠비엔 시진에 있다.

## 행정 구역
옌중현은 2개의 시진과 18개의 사를 관할하고 있다.

### 시진
- 냠비엔 시진 (Thị trấn Nham Biền, 巖騈市鎭)
- 떤안 시진 (Thị trấn Tân An, 新安市鎭)

### 사
- 까인투이 사 (Xã Cảnh Thụy, 境瑞社)
- 동푹 사 (Xã Đồng Phúc, 同福社)
- 동비엣 사 (Xã Đồng Việt, 同越社)
- 둑장 사 (Xã Đức Giang, 德江社)
- 흐엉잔 사 (Xã Hương Gián, 香澗社)
- 랑선 사 (Xã Lãng Sơn, 朗山社)
- 라오호 사 (Xã Lão Hộ, 老戶社)
- 노이황 사 (Xã Nội Hoàng, 內黃社)
- 꾸인선 사 (Xã Quỳnh Sơn, 瓊山社)
- 떤리에우 사 (Xã Tân Liễu, 新柳社)
- 띠엔중 사 (Xã Tiến Dũng, 邊勇社)
- 띠엔퐁 사 (Xã Tiền Phong, 前鋒社)
- 찌옌 사 (Xã Trí Yên, 置安社)
- 뜨마이 사 (Xã Tư Mại, 思邁社)
- 쑤언푸 사 (Xã Xuân Phú, 春富社)
- 옌르 사 (Xã Yên Lư, 安閭社)

## 볼거리
이곳은 문화와 학문의 전통이 풍부한 고대 땅이다. 옌둥현은 전설적인 99개 봉황이 냠비엔 산맥을 이루고 있는 신성한 땅이다. 13세기 쩐년통 왕이 세운 쭉럼선원의 빈응이엠사(Vinh Nghiem Pagoda)가 있는데, 이 사찰은 베트남 최초의 불교대학으로 여겨진다. 옌중은 다오또안만 박사 부자와 포인세티아 다오수띡(송케사)의 출생지이기도 하다.